# دشت شمال چین

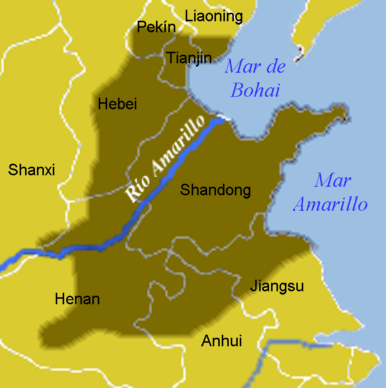
دشت شمال چین به رنگ تیره نشان داده شده است. رود زرد در این نقشه با نام Río Amarillo آمده است.

دشت شمال چین در پایین‌دست رودخانه زرد در شمال شرق چین واقع شده‌است.
این دشت با دشت یانگ‌تسه متصل است و بخش‌هایی از شهرستان‌های پکن و تیانجین، و استان‌های هبئی، شاندونگ، هنان، آنهویی، جیانگ‌سو را دربر می‌گیرد.
محدوده دشت شمال چین از کوه‌های تایهانگ شان (太行山) و فونیو شان (伏牛山) در غرب تا به ساحل دریای زرد و دریای بوهای ادامه پیدا می‌کند.
دشت شمال چین با مساحت حدود ۳۱۰٬۰۰۰ کیلومتر مربع، دومین دشت بزرگ در چین است.
دشت شمال چین بسیار حاصلخیز است. زمستان‌های آن سرد و تابستان‌هایش گرم و بهار و پاییز آن زودگذر است. این دشت یک منطقه مهم کشاورزی است. فراورده‌های اصلی این دشت عبارتند از گندم، ذرت، پنبه، بادام زمینی و تنباکو. میدان‌های نفت هم در آن وجود دارد و نمک در ساحل آن استخراج می‌شود.
شهرهای مهم آن پکن، جینان، شیجیاژوانگ، تانگشان، تیانجین، شوژو و ژنگژو هستند.